# Johanna Bundsen
Johanna Bundsen (nascida em 3 de junho de 1991) é uma handebolista sueca.

## Carreira
Atua como goleira e joga pelo clube IK Sävehof.
Integrou a seleção sueca feminina que terminou na sétima colocação no handebol dos Jogos Olímpicos de Verão de 2016, realizados no Rio de Janeiro, Brasil. Foi medalha de bronze no Campeonato Europeu de Handebol Feminino de 2014.

## Conquistas
- Trofeul Carpaţi:
  - Campeã: 2015